# Merkwürdige Zahl
In der Mathematik bezeichnet man eine natürliche Zahl {\displaystyle n} als merkwürdige Zahl, wenn sie folgende beiden Eigenschaften erfüllt:
- Sie ist eine abundante Zahl. Die Summe ihrer echten Teiler (aller Teiler außer der Zahl {\displaystyle n} selbst) ist also größer als die Zahl {\displaystyle n} selbst (für die Teilersummenfunktion gilt somit {\displaystyle \sigma (n)>2n} bzw. {\displaystyle \sigma ^{*}(n)>n}).
- Sie ist keine pseudovollkommene Zahl, das heißt, sie lässt sich nicht als Summe einiger verschiedener echter Teiler darstellen.

Mit anderen Worten:
Die Summe ihrer echten Teiler (inklusive 1, aber ohne {\displaystyle n}) muss größer als die Zahl {\displaystyle n} sein, es darf aber keine Teilmenge dieser Teiler als Summe die Zahl {\displaystyle n} ergeben.

## Beispiele
Beispiel 1:
Die Zahl 70 hat die echten Teiler 1, 2, 5, 7, 10, 14 und 35. Ihre echte Teilersumme ist also {\displaystyle 1+2+5+7+10+14+35=74>70} und die Zahl somit abundant. Man kann aber aus den Zahlen 1, 2, 5, 7, 10, 14 und 35 niemals eine Summe so bilden, dass die Zahl 70 herauskommt. Somit ist die Zahl 70 eine merkwürdige Zahl.
Beispiel 2:
Die Zahl 72 hat die echten Teiler 1, 2, 3, 4, 6, 8, 9, 12, 18, 24 und 36. Ihre echte Teilersumme ist also {\displaystyle 1+2+3+4+6+8+9+12+18+24+36=123>72} und die Zahl somit ebenfalls abundant. Man kann aber aus den Zahlen 1, 2, 3, 4, 6, 8, 9, 12, 18, 24 und 36 durchaus eine Summe so bilden, dass die Zahl 72 herauskommt, nämlich {\displaystyle 12+24+36=72} (oder auch {\displaystyle 2+4+6+24+36=72}, und es gibt noch andere Möglichkeiten). Somit ist die Zahl 72 keine merkwürdige Zahl.
Beispiel 3:
Die Zahl 74 hat die echten Teiler 1, 2 und 37. Ihre echte Teilersumme ist also {\displaystyle 1+2+37=40<74} und die Zahl somit defizient und nicht abundant. Also erfüllt 74 nicht einmal die erste Eigenschaft und ist folglich keine merkwürdige Zahl.
Die ersten merkwürdigen Zahlen sind die folgenden:
70, 836, 4030, 5830, 7192, 7912, 9272, 10430, 10570, 10792, 10990, 11410, 11690, 12110, 12530, 12670, 13370, 13510, 13790, 13930, 14770, 15610, 15890, 16030, 16310, 16730, 16870, 17272, 17570, 17990, 18410, 18830, 18970, 19390, 19670, … Folge A006037 in OEIS

## Eigenschaften
- Es gibt unendlich viele merkwürdige Zahlen.[1]
- Sidney Kravitz zeigte: Sei {\displaystyle k\in \mathbb {N} } eine positive ganze Zahl, {\displaystyle Q\in \mathbb {P} } eine Primzahl mit {\displaystyle Q>2^{k}} und {\displaystyle R={\frac {2^{k}Q-(Q+1)}{(Q+1)-2^{k}}}\in \mathbb {P} } ebenfalls eine Primzahl mit {\displaystyle R>2^{k}}. Dann gilt:

{\displaystyle n=2^{k-1}QR} ist eine merkwürdige Zahl.
Mit dieser Formel hat er die große merkwürdige Zahl {\displaystyle n=2^{56}\cdot (2^{61}-1)\cdot 153722867280912929\approx 2\cdot 10^{52}} gefunden.
- Sei {\displaystyle n} eine merkwürdige Zahl und {\displaystyle p\in \mathbb {P} } eine Primzahl mit {\displaystyle p>\sigma (n)}, es sei also p größer als die Summe aller Teiler von {\displaystyle n} (inklusive {\displaystyle n} selbst). Dann gilt:

{\displaystyle p\cdot n} ist eine merkwürdige Zahl.
Beispiel 1:
Sei {\displaystyle n=70} eine merkwürdige Zahl (mit {\displaystyle \sigma (n)=1+2+5+7+10+14+35+70=144}) und {\displaystyle p=151>\sigma (n)=144}. Dann ist {\displaystyle p\cdot n=70\cdot 151=10570} tatsächlich eine merkwürdige Zahl.
Beispiel 2:
Sei {\displaystyle n=836} eine merkwürdige Zahl (mit {\displaystyle \sigma (n)=1+2+4+11+19+22+38+44+76+209+418+836=1680}) und {\displaystyle p=1693>\sigma (n)=1680}. Dann ist {\displaystyle p\cdot n=836\cdot 1693=1415348} tatsächlich eine merkwürdige Zahl.
Daraus ergibt sich folgende Definition: Eine Zahl {\displaystyle n} heißt primitive merkwürdige Zahl, wenn sie kein Vielfaches einer anderen merkwürdigen Zahl ist.
Die ersten primitiven merkwürdigen Zahlen sind die folgenden:
70, 836, 4030, 5830, 7192, 7912, 9272, 10792, 17272, 45356, 73616, 83312, 91388, 113072, 243892, 254012, 338572, 343876, 388076, 519712, 539744, 555616, 682592, 786208, 1188256, 1229152, 1713592, 1901728, 2081824, 2189024, 3963968, 4128448, … Folge  A002975 in OEIS
Es gibt 1765 merkwürdige Zahlen, die kleiner als eine Million sind und nur 24 primitive merkwürdige Zahlen, die kleiner als eine Million sind.

## Ungelöste Probleme
- Gibt es ungerade merkwürdige Zahlen? Wenn ja, dann muss sie {\displaystyle >10^{21}} sein.[4][5]
- Gibt es unendlich viele primitive merkwürdige Zahlen? Es wurde von Giuseppe Melfi schon gezeigt, dass, wenn Cramér's Vermutung stimmt, daraus folgt, dass es unendlich viele primitive merkwürdige Zahlen gibt.[6]